# Remembering White Lion
Remembering White Lion (pubblicato anche come Last Roar nel 2004 e Ultimate White Lion nel 2005) è un album del gruppo musicale statunitense White Lion contenente nuove versioni ri-registrate di alcune canzoni contenute nei precedenti album del gruppo, tra cui i grandi successi When the Children Cry, Wait e Little Fighter.
La nuova versione di When the Children Cry è stata pubblicata come singolo su iTunes ed è stata inoltre inserita in diverse altre raccolte. Nel 2004 è stata registrata una versione acustica di When the Children Cry e inserita nella compilation VH1 Classic: Metal Mania - Stripped.

## Storia
Dopo aver registrato tre album come cantante del gruppo Frak of Nature, Mike Tramp avviò una carriera da solista pubblicando il suo album di debutto Capricorn nel 1998 e riformando inoltre i White Lion con tutti nuovi musicisti. I membri originali avevano lasciato la band dopo la pubblicazione dell'ultimo album in studio dei White Lion, Mane Attraction del 1991, e non avevano più interesse a riformare il gruppo originale.
Per evitare questioni legali con gli altri membri originari, la nuova formazione venne rinominata Tramp's White Lion quando l'album Remembering White Lion venne ripubblicato nel 2004 sotto il titolo di Last Roar.

## Tracce
Testi e musiche di Vito Bratta e Mike Tramp.
1. All the Fallen Men – 4:45 – originariamente nell'album Fight to Survive (1985)
2. Warsong – 5:49 – originariamente nell'album Mane Attraction (1991)
3. El Salvador – 4:59 – originariamente nell'album Fight to Survive (1985)
4. Wait – 7:00 – originariamente nell'album Pride (1987)
5. Little Fighter – 4:55 – originariamente nell'album Big Game (1989)
6. When the Children Cry – 6:18 – originariamente nell'album Pride (1987)
7. Fight to Survive – 6:23 – originariamente nell'album Fight to Survive (1985)
8. Living on the Edge – 5:41 – originariamente nell'album Big Game (1989)
9. She's Got Everything – 4:26 – originariamente nell'album Mane Attraction (1991)
10. Lonely Nights – 4:56 – originariamente nell'album Pride (1987)
11. Broken Home – 5:46 – originariamente nell'album Big Game (1989)
12. Till Death Do Us Part – 3:45 – originariamente nell'album Mane Attraction (1991)

## Formazione
- Mike Tramp – voce
- Kasper Damgaard – chitarre
- Nils Kroyer – basso
- Bjarne T. Holm  – batteria
- Dan Hemmer – organo Hammond